# Jason Kapono
Jason Alan Kapono (Long Beach, 4 de fevereiro de 1981) é um ex-basquetebolista estadunidense que atuava como ala. Conhecido por ser excelente no arremesso de três pontos, foi campeão da National Basketball Association (NBA) com o Miami Heat.

## Biografia
Kapono nasceu em Long Beach, Califórnia, filho de Joe Kapono e Joni Kapono, o jogador era fã declarado do Los Angeles Lakers que também o serviu de inspiração para ser jogador de basquete. Na escola, Jason estudou na Artesia High School e chamou atenção de muitos pelo seu excelente arremesso.

## Universidade e draft
O Jogador imediatamente foi para a NCAA, onde obteve médias boas. No Draft da NBA de 2003, Jason foi draftado na segunda rodada pelo Cleveland Cavaliers, sendo a 31ª escolha.

## Estatísticas na NCAA
| Temporada | Pontos | Time |
| --------- | ------ | ---- |
| 1999–00   | 16.0   | UCLA |
| 2000–01   | 17.2   | UCLA |
| 2001–02   | 16.0   | UCLA |
| 2002–03   | 16.8   | UCLA |

## Carreira

### Cleveland Cavaliers
Kapono jogou apenas uma temporada pelo Cleveland Cavaliers. Obteve médias de 3.5 pontos em apenas 10 minutos em quadra por partida.

### Charlotte Bobcats
Com a carreira pra baixo e com poucas oportunidades na franquia do Cavaliers, Jason Kapono assinou contrato com o Charlotte Bobcats (hoje chamado de Charlotte Hornets). O ala disputou todas as partidas da temporada regular e a concluiu com médias de 8.5 pontos, dois rebotes e 0.8 assistências em 18 minutos em quadra. No final da temporada de 2003–04, o jogador não renovou com equipe e se tornou agente livre.

### Miami Heat
Na temporada de 2005–06, Jason Kapono acertou com Miami Heat e atuou ao lado das estrelas Dwyane Wade e Shaquille O'Neal. Juntos, levaram a equipe ao título ao vencerem o Dallas Mavericks nas finais da NBA. Kapono foi elogiado pelo ex-técnico e hoje dirigente do próprio Miami Heat, Pat Riley, que confirmou que o jogador foi um dos mais importantes para a conquista. Na temporada de 2006–07, após a ida de Shaquille O'Neal para o Phoenix Suns a equipe não obteve o mesmo sucesso, terminando a temporada regular com um recorde de apenas 15 vitórias e 67 derrotas.

### Toronto Raptors
No ano seguinte, Kapono acertou com o Toronto Raptors. Durante a temporada, Kapono foi selecionado para participar do NBA All-Star Game em New Orleans.

### Philadelphia 76ers
Kapono assinou com o Philadelphia 76ers em 2009. O ala disputou 57 das 82 partidas do time na temporada regular e obteve médias de 5.7 pontos por jogo.

## Estatísticas na NBA
| Temporada | Pontos | Time                |
| --------- | ------ | ------------------- |
| 2003–04   | 3.5    | Cleveland Cavaliers |
| 2004–05   | 8.5    | Charlotte Bobcats   |
| 2005–06   | 4.1    | Miami Heat          |
| 2006–07   | 10.9   | Miami Heat          |
| 2007–08   | 7.2    | Toronto Raptors     |
| 2008–09   | 8.2    | Toronto Raptors     |
| 2009–10   | 5.7    | Philadelphia 76ers  |

## Títulos
Miami Heat
- Campeão da NBA: 2005–06

### Prêmios individuais
- Duas vezes campeão do NBA Three-Point Contest: 2007 e 2008